# Micheweni (Distrikt)
Micheweni ist ein Distrikt der Region Pemba Kaskazini in Tansania mit der gleichnamigen Hauptstadt Micheweni. Er liegt an der Nordspitze der Insel Pemba und grenzt im Süden und im Südosten an den Distrikt Wete, ansonst ist er vom Indischen Ozean umgeben.

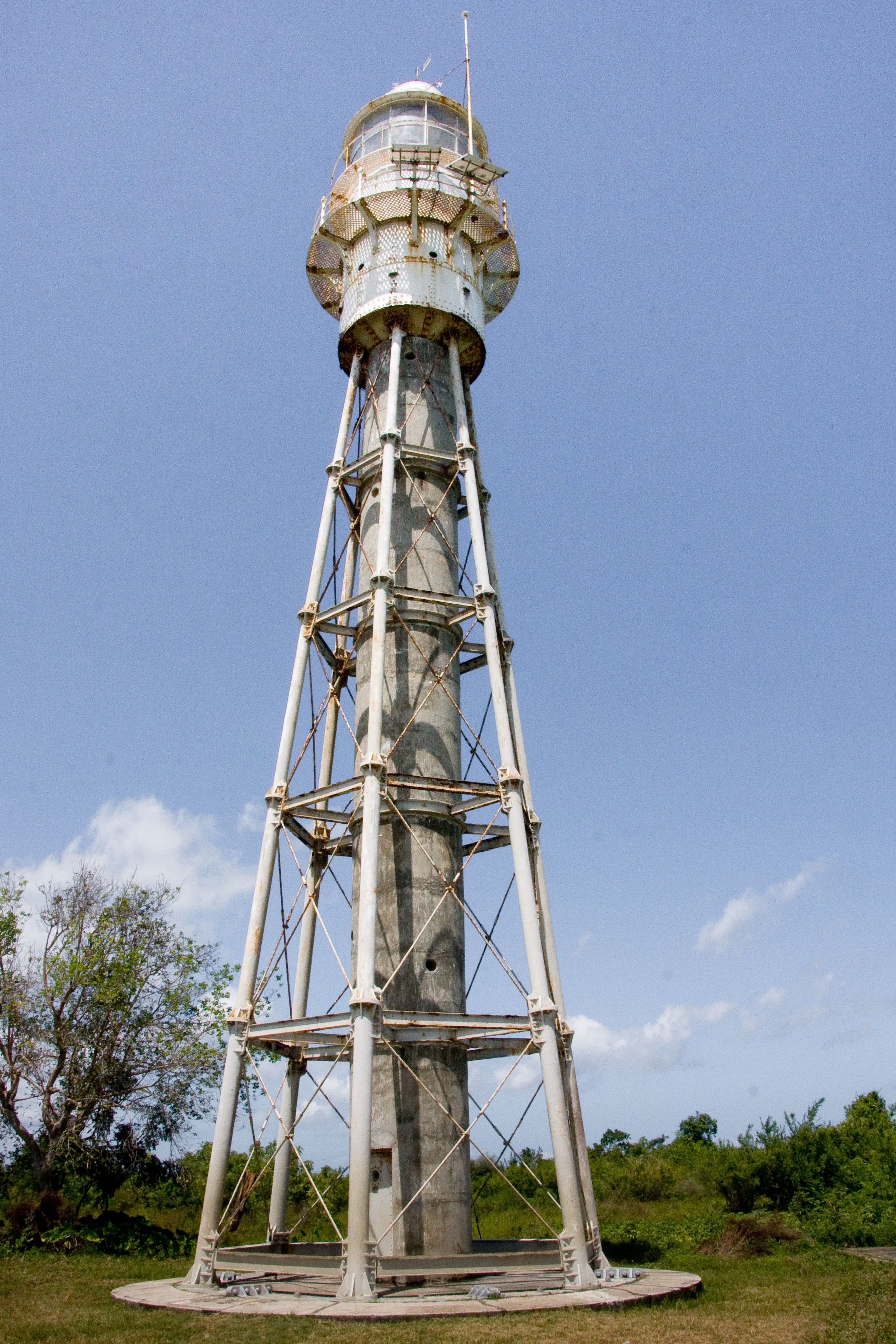
Der Leuchtturm Ras Kigomasha an der Nordspitze von Pemba.

## Geographie
Micheweni hat eine Größe von 231 Quadratkilometern und 123.379 Einwohner (Volkszählung 2022). Der Distrikt umfasst den Nordteil der Insel Pemba und die umliegenden kleinen Inseln. Das Land ist flach hügelig, die höchsten Erhebungen liegen 50 Meter über dem Meer. Die größten Städte sind Micheweni und Konde mit jeweils rund 10.000 Einwohnern (Stand 2018).
Das Klima im Distrikt ist tropisch, in der effektiven Klimaklassifikation als Aw bezeichnet. Im Jahresdurchschnitt regnet es etwa 1500 Millimeter, die Hälfte davon in den beiden Monaten April und Mai. Der trockenste Monat ist der September mit rund 40 Millimeter. Die Durchschnittstemperatur liegt bei 27 Grad Celsius, am wärmsten ist es im März, am kühlsten im August.

## Verwaltungsgliederung
Der Distrikt besteht aus 25 Gemeinden (Shehia):
- Chamboni
- Chimba
- Kifundi
- Kinowe
- Kipange
- Kiuyu Mbuyuni
- Konde
- Majenzi
- Makangale
- Maziwa Ng'ombe
- Micheweni
- Mihogoni
- Mjini Wingw
- Msuka Magharibi
- Msuka Mashariki
- Mtemani
- Shanake
- Shumba Mjini
- Shumba Viamboni
- Sizini
- Tondooni
- Tumbe Magharibi
- Tumbe Mashariki
- Wingwi Mapofu
- Wingwi Njuguni

| Die Anzahl der Einwohner stieg von 61.064 im Jahr 1988 auf 83.266 bei der Volkszählung 2002 und erreichte 103.816 im Jahr 2012. Das entspricht einem jährlichen Wachstum von über zwei Prozent und einer Verdopplungsrate von 31 Jahren. Bis zur Volkszählung 2022 wuchs die Einwohnerzahl auf 123.379, was einem jährlichen Wachstum von 1,7 Prozent entspricht. Micheweni ist der ärmste Distrikt in Sansibar. Galten im Jahr 2004/2005 in Sansibar weniger als die Hälfte der Einwohner als arm, so waren es in Micheweni 74 Prozent. Die Alphabetisierungsrate im Distrikt ist niedrig. Im Jahr 2012 sprachen fast vierzig Prozent Swahili und fünfzehn Prozent Swahili und Englisch aber 46 Prozent waren Analphabeten. | Hier fehlt eine Grafik, die leider im Moment aus technischen Gründen nicht angezeigt werden kann. Wir arbeiten daran! |

- Bildung: In den 22 Grundschulen im Distrikt steht für je 99 Schüler ein Klassenzimmer zur Verfügung. In den dreizehn weiterführende Schulen ist das Verhältnis 47 Schüler je Klassenzimmer (Stand 2012).[10]
- Gesundheit: Im Distrikt befinden sich 14 Gesundheitseinrichtungen (Stand 2008).[11]
- Wasser: Eine Studie im Jahr 2016 zeigte, dass drei Viertel der Haushalte Trinkwasser abkochten, etwa dreißig Prozent benutzten Filter. Das Wasser wurde größtenteils in einem Eimer mit Deckel aufbewahrt (80 Prozent), die Hälfte der Behälter wurde täglich gereinigt.[12]

## Wirtschaft und Infrastruktur
- Landwirtschaft: Von den 19.000 Haushalten beschäftigten sich 14.000 mit Landwirtschaft, im ländlichen Bereich sogar 94 Prozent. Obwohl die Preise für Gewürznelken schon seit der Jahrtausendwende sinken, blieb Micheweni weitgehend bei deren Anbau. Mehr als die Hälfte der Haushalte hielt auch Haustiere, vor allem Geflügel und Rinder (Stand 2012).[13][14]
- Fischerei: Dreizehn Prozent der Bevölkerung beschäftigten sich mit der Seetang-Produktion.[15]
- Handel: Etwa die Hälfte der kleinen Händler führen Einzelhandelsgeschäfte, andere verkaufen Meeresfrüchte, landwirtschaftliche Produkte oder betreiben Tee- oder Snack-Bars. Auffallend ist, dass die Händler meist nur fünf Stunden täglich geöffnet haben.[16]
- Flughafen: Der Flughafen Pemba liegt rund 50 Kilometer südlich von der Distrikthauptstadt.[17]

## Politik
Der Distrikt hat einen (1) Wahlkreis (District council), in dem der Distriktrat gewählt wird. Zusätzlich kann der zuständige Minister drei Räte ernennen. Die Räte wählen einen Vorsitzenden.

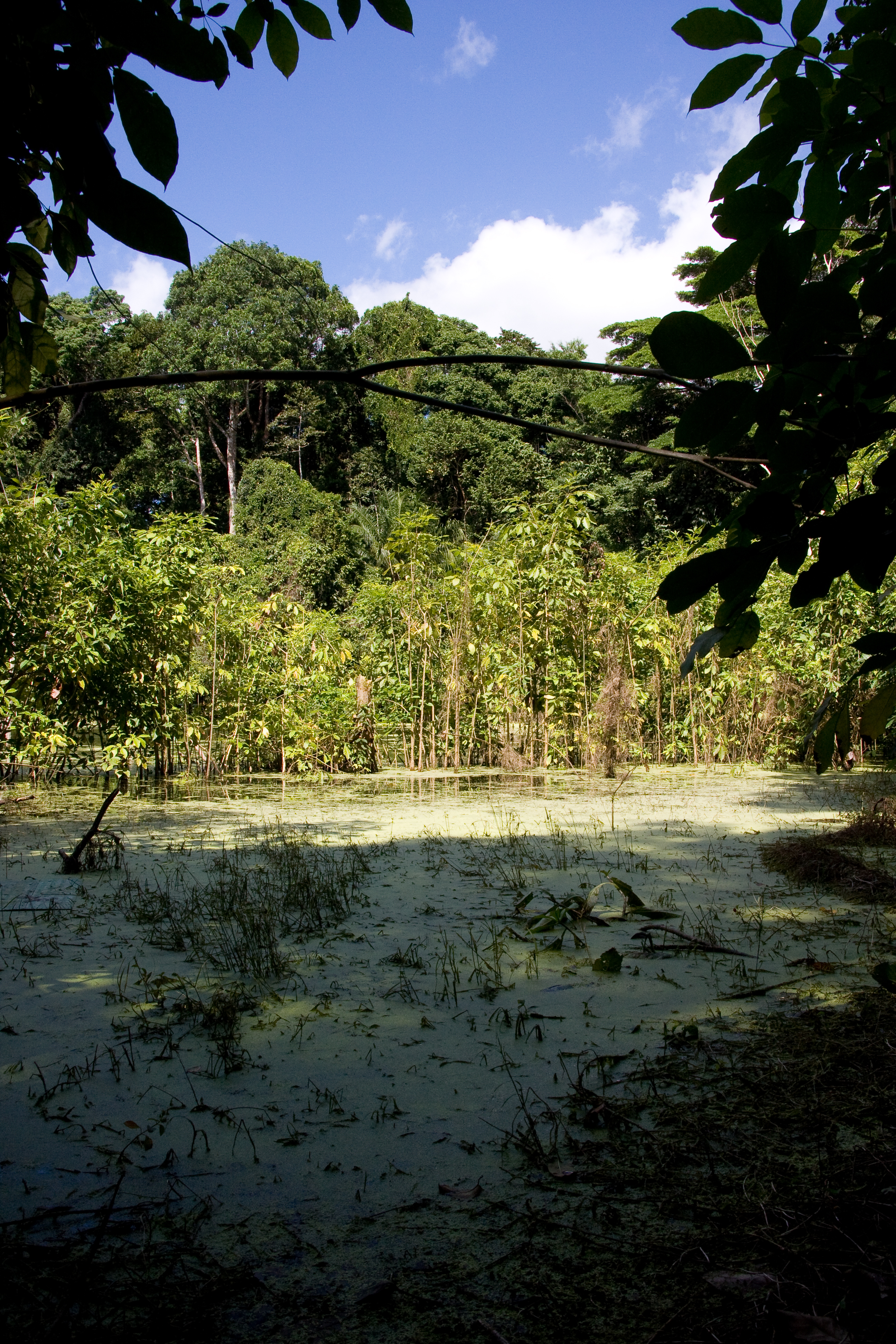
Ngezi-Waldreservat

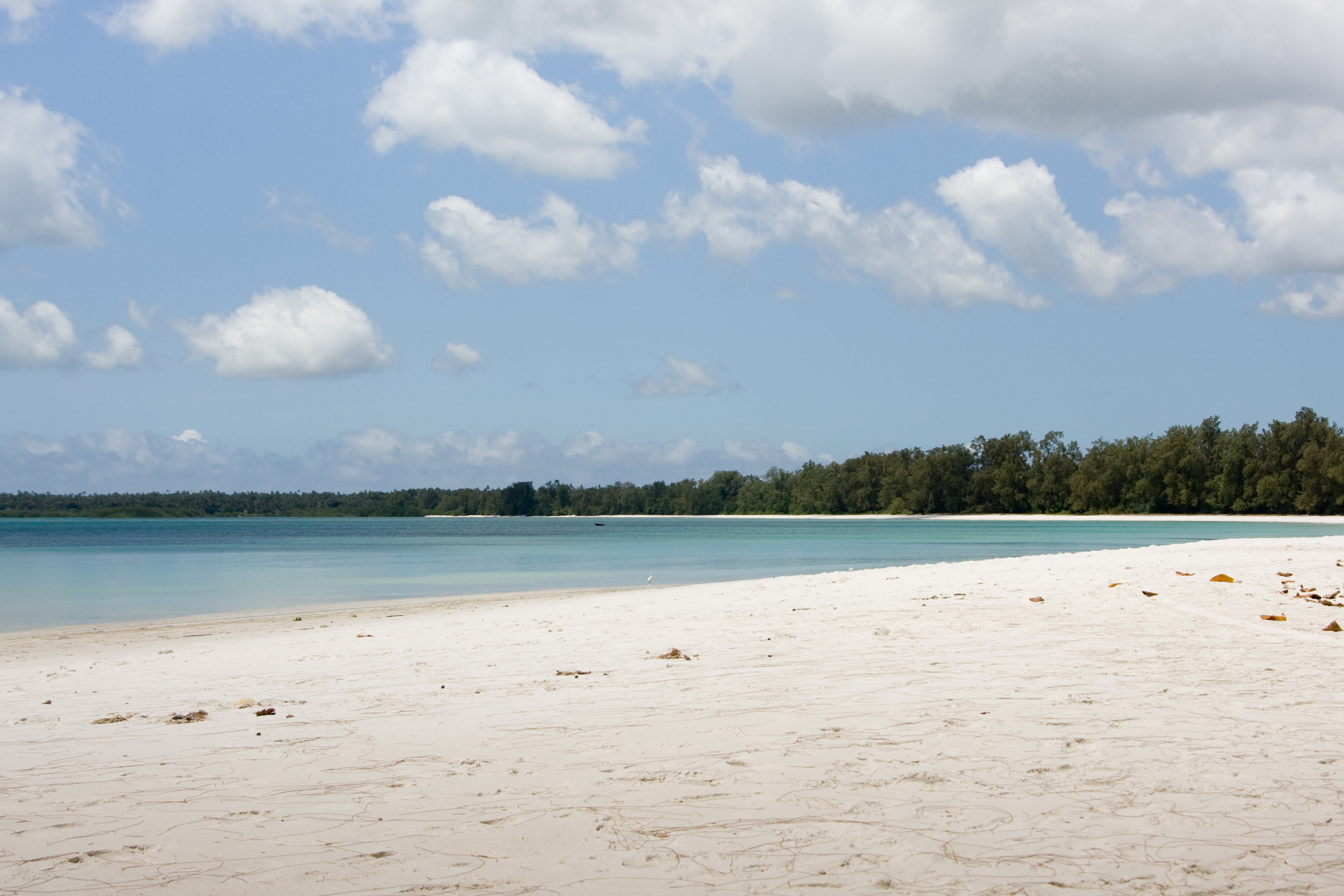
Der Strand von Vumawimbi.

## Sehenswürdigkeiten
- Ngezi Waldreservat: Dieses 14,4 Quadratkilometer große Waldreservat an der Nordspitze der Insel wurde im Jahr 1950 eingerichtet.[19]
- Strand von Vumawimbi: Hellen Sand und klares Wasser bietet der Strand von Vumawimbi zwischen dem Ngezi Waldreservat und der Nordspitze der Insel.[20]

## Sonstiges
Im Jahr 2010 wurde in Micheweni der erste öffentliche Radiosender Sansibars mit der Unterstützung der UNESCO eingerichtet. Ein Ziel davon war es, das Bewusstsein für die Bildung von Mädchen zu schärfen und die hohe Schul-Abbruchsquote von Mädchen zu senken.